# قازان‌تپه
قازان تپه مربوط به عصر آهن است و در شهرستان ماهنشان، بخش مرکزی، دهستان اوریاد، روستای خندقلو، ۷۰۰ متری جنوب دریاچه خندقلو واقع شده و این اثر در تاریخ ۲۶ اسفند ۱۳۸۷ با شمارهٔ ثبت ۲۵۹۴۰ به‌عنوان یکی از آثار ملی ایران به ثبت رسیده است.